# 竹垣悟
竹垣 悟（たけがき さとる、1951年3月21日 - ）は、特定非営利活動法人「五仁會」代表で、元山口組系「義竜会」会長。
現在は、暴力団の解説者の第一人者として活動。YouTubeチャンネルも開設。政治団体「自由民政党」の代表でもある。

## 略歴
兵庫県姫路市魚町の隣の塩町で生まれ育つ。俳優に憧れ17歳で上京。1968年頃から、東映東京撮影所で、20歳手前の1971年頃まで大部屋俳優として過ごす。東映東京撮影所大部屋時代に若山富三郎に付き人として仕え、鶴田浩二や菅原文太などの任侠映画に出演する。しかしその頃、帰郷した際に喧嘩で逮捕される。これがたまたま警察にいた神戸新聞社の記者の耳に入り、「東映俳優のスキャンダル」としてマスメディアで大々的に報道され、東映を去る。東映時代にも、スタッフをコーラの瓶で殴るなど喧嘩っ早かった。
その後、姫路に戻ると、母親が経営するクラブで集金を担当する。その間に、東映京都撮影所の演技事務に電話し、若山富三郎のスケジュールを聞き出す。若山が撮影のため、伊豆三島にいることを知り、友人らとともに車で会いに行く。そこで若山が竹垣を見つけ、個人的に面倒を見るので京都に来いと声をかけられるが、付き合っていた女が姫路を離れるのを嫌がったため、姫路でクラブの仕事を続けながら竹中組にいた友人の足を洗わせるために活動していた最中に、頭長であった坂本義一と知り合い、その人柄に惚れ、ミイラ取りがミイラになるように、21歳の1972年頃に坂本会の暴力団員となる。その翌日、竹中正久（後の四代目山口組組長）から名前で声をかけられ感動する。その後竹中組初代竹中正久組長時代に組長秘書、竹中武組長の下で若頭補佐、中野会若頭補佐、古川組舎弟頭補佐を歴任する。
1980年から、兵庫県姫路市に本部を置く山口組系「義竜会」の会長を務めた。
2005年に初代古川組組長が引退すると二代目古川組の盃を拒否して破門処分となり、義竜会を解散して堅気となる。
2012年01月20日に暴力団員の更生を支援する特定非営利活動法人「五仁會」を設立して同会の代表となる。

## 人物
- バブル期には不動産の地上げなどで利益を上げるが、通常は儲けても使ってしまうやくざが多い中、その堅実な性格から散財せず過ごす。
- 妻は同級生で35歳の出所を機に結婚。曲折の末、足を洗うが、5回懲役をしたことなどでやくざをしてよいことは何もなかったと話している。

## 受賞
- 2014年8月23日に、個人および団体として作田明記念財団「作田明賞」第5回優秀賞を受賞[3]。
- 2019年4月1日に、姫路市制施行130周年を記念して姫路市長より感謝状を贈呈される。

## 五仁會

### 活動理念
- 五仁會の活動理念は、社会に貢献できる人材の育成。

### 法律に基づく特定非営利活動
1. 職業能力の開発又は雇用機会の拡充を支援する活動
2. 地域安全活動
3. 人権の擁護又は平和の推進を図る活動
4. 前各号に掲げる活動を行う団体の運営又は活動 に関する連絡、助言又は援助の活動

### 上記特定非営利活動の目的を達成するために行う事業
1. 暴力団員及び犯罪者の社会復帰自立更生支援に関する事業
2. 初犯刑務所、少年刑務所、女子刑務所等の矯正施設からの出所者に対する再犯防止に関する指導更生、就労支援事業
3. 非行少年及び引きこもり者等に関する相談、健全育成のボランティア活動並びに就労支援事業
4. 元暴力団員や犯罪者並びに一般市民に対する偏見による差別への人権擁護事業
5. 地域社会の安全等による公益増進と平和の促進活動事業

### 具体的な事業の内容
1. 職業紹介及び職場における技能等の指導
2. コミュニケーション能力の向上に関する研修及びレクリエーション活動の実施
3. 人材育成に関する講演会などの開催
4. ボランティア活動、清掃及び花壇作りなど
5. ボランティア活動、地域防犯パトロール、小中学生の登下校見守り
6. スポーツ及び武道による心身の鍛錬

## エピソード
第5回「作田明賞」の審査員に元兵庫県警察刑事の飛松五男が名を連ねた縁で、飛松が催す「飛松塾」に通う。飛松五男は、竹垣悟の著書「極道ぶっちゃけ話 三つの山口組と私」の出版記念パーティー発起人のひとり。

## 著書
- 竹垣悟『極道ぶっちゃけ話 三つの山口組と私』イースト・プレス、2017年12月。ISBN 9784781616209。 - 竹垣悟が所属した「竹中組」「中野会」「古川組」の裏話や付き合いのあった大物組長達とのエピソードが満載の実録娯楽作品である。
- 竹垣悟・宮崎学 共著『ヤクザと東京五輪2020』徳間書店 2018年12月。超巨大イベントから滴る甘い汁を彼らは啜るのか。
- 竹垣悟『若頭の社会復帰と三つの山口組の行方』徳間書店 2019年9月。中野太郎元会長告白の余震は、高山若頭の復帰で激震へと変わるのかーかって所属した「中野会」への恩義から元会長の血縁者を直撃。その真相を暴いた筆者は、来たるべき「キーマン復活の日」から始まる新世代の組織像へと迫った。
- 紙書籍版・電子書籍版。

## 書籍・雑誌への寄稿
- 昭和の大侠客 田岡一雄と時代背景／溝口敦【解説】溝口敦（第3巻より） (2003年8月26日初版発行)
- 昭和の名伯楽 田岡一雄の人材育成論／溝口敦（第5巻、6巻より） (2004年7月26日初版発行)
- 承前 Ⅲ 昭和の名伯楽・田岡一雄と人材育成論／溝口敦 (2006年2月27日初版発行)
- 総帥の理想 田岡一雄と自伝の中の親睦論／溝口敦 (2013年3月5日記載)
- 劇画のバンブーコミック「荒ぶる獅子」の第2,5,6,7巻 「血と抗争・菱の男たち」の第3,5,6巻
- 実話ドキュメント（小竹さとし・ペンネーム）
- 実話時代・1988年2月号のグラビアを飾る「特集 ヤクザと人権」
- ユサブル社「荒ぶる獅子」豪華版   第2巻    第3巻に特別寄稿文掲載

## TV出演
- TBS系列「サンデージャポン」 - 10回出演。
- TBS系列「たけしのニュースキャスター」 - 8回出演。
- テレビ朝日系列「ビートたけしのTVタックル」 - 5回出演。
- 日本テレビ系列、松本人志の「好奇心くらぶwow」
- インターネットテレビAbemaTV「千原ジュニアのキングオブデペート」 - 生出演3時間。
- テレビ朝日系列「報道ステーション」 - 3回出演。
- 山陽放送（現：RSK山陽放送）「かって侠客と呼ばれた男の目」と題して特集が組まれる。
- フジテレビ系列「新報道2001」五仁會の活動が紹介される。
- フジテレビ系列「バイキング」2018年4月3日生放送出演。
- NHKクローズアップ現代「追い詰められる暴力団」2018年5月28日放送出演
- テレビ朝日「EXD44」2018年11月4日放送出演
- BSスカパー千原ジュニア司会「山口組ダラケ！」2018年11月15日放送出演/2019年4月25日放送出演
- テレビ東京系列，名倉潤・河本準一司会「じっくり聞いタロウ」2019年8月15日放送出演
- youtube DHCテレビ「反社」とは・渋谷オルガン坂生徒会                     2019年11月17日放送出演
- フジテレビ系列「グッディ」              2019年11月29日放送生出演
- テレビ西日本「福岡NEWSファイルCUBE」

2020年1月25日放送出演
＊BSスカパー千原ジュニア司会「元マフィア・元ギャング・元ヤクザ・ダラケ！」2020年3月23日放送出演
- フランスAFP通信社。
- 中東アルジャジーラ放送局。
- サンテレビ、テレビ大阪、ほか多数。

## 舞台トーク
- 京都の高間響代表「笑の内閣」の舞台トークにゲスト出演（2013年10月13日）
- 加茂田重政伝「烈侠」の発売記念トークイベントで新宿ロフトワンにてゲスト出演（2016年8月2日）
- 東映映画「狐狼の血」の公開記念トークイベントで新宿ロフトプラスワンにてゲスト出演（2018年3月18日）
- 東映映画「狐狼の血」の公開記念トークイベントでアースシネマズ姫路にて舞台挨拶出演 （2018年5月８日）
- 中野瑠美「女子刑務所ライフ」発売記念トークイベントで大阪ロフトプラスワンにてゲスト出演（2018年7月5日）

＊竹垣悟トークライブ「元ヤクザ・元顧問弁護士・元マル暴が語り尽くす。大阪ロフトプラスワンにて、山之内幸男元山口組顧問弁護士・門脇浩元マル暴刑事と出演。2020年2月4日

## 新聞・雑誌取材
産経新聞、毎日新聞、神戸新聞、東京新聞、夕刊フジ、サンデー毎日、京都新報、週刊実話、アサヒ芸能、週刊SPA、実話ナックルズ、週刊新潮、週刊大衆などの取材を受けている。